# Коше, Жан-Лоран
Жан-Лоран Коше (фр. Jean-Laurent Cochet; 28 января 1935 Роменвиль Франция — 7 апреля 2020 Париж) — французский актёр театра и кино, режиссёр, преподаватель актёрского искусства.

## Биография
В 1956 году учился в Парижской консерватории у известных актёров Рене Симона и Жанны Майе. В 1959 году окончил Консерваторию драматического искусства. На 1963 год исполнил более 300 ролей в кино и 150 в театре. С 1959 по 1964 гг. работал в Комеди Франсез, с 1983 по 1986 гг. директор театра Эберто. Несколько лет преподавал в Католическом институте Вандеи в Ла-Рош-сюр-Йон.
Был гостем на телепрограмме Italiques вместе с Эвелин Кер.
Известен по ролям в таких фильмах как «Тысяча миллиардов долларов», «Форт Саган», «Эдвард и Лулу», «Жюли Леско» и тд.
В 1972 году стал преподавателем Консерватории Драматургии в Париже. Работая в консерватории актёрского искусства он подготовил плеяду талантливых французских актёров среди них были Жерар Депардьё, Ришар Берри, Клод Жад, Изабель Юппер, Даниэль Отёй, Эмманюэль Беар, Кароль Буке, Фабрис Лукини и др. 7 апреля 2020 года умер от COVID-19 в возрасте 85 лет.

## Фильмография
| Год  | Название                   | Роль         | Примечания          |
| ---- | -------------------------- | ------------ | ------------------- |
| 1982 | Тысяча миллиардов долларов | Хартманн     |                     |
| 1984 | Форт Саган                 | Бертоцца     |                     |
| 1987 | Завещание в стиле модерн   | Жан Марселин |                     |
| 1988 | Дело в уме                 |              | (сериал, 2 эпизода) |
| 1993 | Жюли Леско                 | Прокурор     |                     |
| 2004 | Эдвард и Лулу              | Ле Нотер     |                     |

## Награды
- Трофей Беатрикс Дюссан[фр.] (1975)
- Prix du Brigadier[англ.] (1984)
- Орден Почётного легиона (2006)
- Орден Искусств и литературы (2012)[17]